# جایزه پتامکین
جایزه پتامکین (به انگلیسی: Potamkin Prize) برای تحقیقات در زمینه اختلال‌های عصبی، آلزایمر و بیماریهای مرتبط با آن، در سال ۱۹۹۸ پایه‌گذاری شد و از جانب آکادمی مغز و اعصاب آمریکا حمایت می‌شود.این جایزه از طریق بنیاد بشردوستانه پتامکین تأمین شد.این جایزه به موفقیت‌های پزشکی در زمینه ی بیماری آلزایمر و زوال عقل اهدا می‌شود.

این جایزه شامل مدال، ۱۰۰،۰۰۰ دلار جایزه و سخنرانی ۲۰ دقیقه‌ای در نشست سالانه آکادمی بیماریهای مغز و اعصاب آمریکا است.

## تاریخچه
این جایزه به نام لوبا پتامکین، کسی که بیماری پیک، نوعی شکل از زوال عقل، از زوال عقل فرونتوتمپورال تشخیص داد.

## برندگان جایزه
- ۱۹۸۸۹:Robert D. Terry, MD
- ۱۹۸۹:Dennis Selkoe, MD, George G. Glenner, MD
- ۱۹۹۰:Colin Masters, MD, Konrad Beyreuther, PhD
- ۱۹۹۱:استنلی پریسینر،MD
- ۱۹۹۲:Donald L. Price, MD, Robert Katzman, MD
- ۱۹۹۳:Blas Frangione, MD, PhD, Alison Goate, PhD, John Hardy, PhD, Christine Van Broeckhoven, PhD
- ۱۹۹۴:Allen D. Roses, MD, Gerard D. Schellenberg, PhD
- ۱۹۹۵:Steven G. Younkin, MD, PhD, Khalid Iqbal, PhD, Yasuo Ihara, MD
- ۱۹۹۶:Rudolph Tanzi, PhD, Peter St. George-Hyslop, MD
- ۱۹۹۷:Sangram S. Sisodia, PhD, Elio Lugaresi, MD, Pierluigi Gambetti, MD
- ۱۹۹۸:Michel Goedert, PhD, Virginia Man-Yee Lee, PhD, John Q. Trojanowski, MD, PhD
- ۱۹۹۹:Arne Brun, MD, PhD, Kirk Wilhelmsen, MD, PhD, Bernardino Ghetti, MD
- ۲۰۰۰:Maria Grazia Spillantini, PhD, Michael Hutton, PhD
- ۲۰۰۱:Dale Schenk, PhD
- ۲۰۰۲:Christian Haass, PhD, Bart De Strooper, MD, PhD
- ۲۰۰۳:David M. Holtzman, MD, Ashley I. Bush, MD, PhD
- ۲۰۰۴:Leon L. Thal, MD, Roger M. Nitsch, MD
- ۲۰۰۵:John Morris, MD, and Ronald Petersen, MD, PhD
- ۲۰۰۶:Karen Ashe, MD, PhD; Karen Duff, MD, PhD; and Bradley Hyman, MD, PhD
- ۲۰۰۷:Richard Mayeux, MD, MSc
- ۲۰۰۸:Clifford R. Jack Jr., MD; William Klunk, MD, PhD; and Chester Mathis, PhD
- ۲۰۰۹:Robert Vassar, PhD; Michael Wolfe, PhD; Berislav V. Zlokovic, MD, PhD
- ۲۰۱۰:Bruce L. Miller, MD; Lennart Mucke, MD.
- ۲۰۱۱:Dennis W. Dickson, MD; Eckhard Mandelkow, PhD; Eva-Maria Mandelkow, PhD